# Juwet Kenongo
Juwet Kenongo is een bestuurslaag in het regentschap Sidoarjo van de provincie Oost-Java, Indonesië. Juwet Kenongo telt 4819 inwoners (volkstelling 2010).